# Weltkalender
Der Weltkalender (auch: Universeller Kalender) ist ein Entwurf zur Reform des Gregorianischen Kalenders.

## Geschichte
Das Grundmuster des „Weltkalenders“ geht zurück auf ein im Jahr 1834 entwickeltes Konzept von Marco Mastrofini. 1930 gründete Elisabeth Achelis die World Calendar Association (WCA), die sich in der Folgezeit bemühte, den Weltkalender zunächst beim Völkerbund und dann bei der UNO durchzusetzen. In den 1930er bis 1950er Jahren gab es in beiden Organisationen Bestrebungen für eine Kalenderreform. Dem Weltkalender wurden dabei die besten Chancen auf Umsetzung eingeräumt. Allerdings kam kein Beschluss für eine Kalenderreform oder einen bevorzugten Alternativkalender zustande.
Im Jahre 1955 löste sich die WCA nach internen Auseinandersetzungen auf. Ihre Nachfolge trat die International World Calendar Association (IWCA) an.

## Das System des Weltkalenders
Der Weltkalender stellt eine Modifikation des Gregorianischen Kalenders dar. Wie dieser unterteilt er das Jahr in zwölf Monate. Herausragendes Merkmal ist zunächst die dauerhaft-feste Verknüpfung von Datum und Wochentag. Ein jedes Jahr beginnt mit Sonntag, dem 1. Januar. Das Jahr des Weltkalenders ist in vier Quartale zu je 91 Tagen unterteilt. Dabei zählt der erste Monat eines jeden Quartals (Januar, April, Juli und Oktober) jeweils 31 Tage und die restlichen beiden Monate jeweils 30 Tage. Die Schaltregel wurde von der Gregorianischen Kalenderreform (1582) übernommen. Wesentliche Unterschiede zum derzeit bestehenden Gregorianischen Kalender bestehen in den jeweiligen Monatslängen und in der Unterbrechung der Wochenreihung am Jahresende und in Schaltjahren zusätzlich in der Jahresmitte.
Der Wochenzyklus wurde quartalsweise an den Monatslauf angeglichen: Der erste Monat eines jeden Quartals beginnt mit einem Sonntag. Um zu ermöglichen, dass das Folgejahr wieder mit einem Sonntag beginnt, folgt auf den 30. Dezember (stets ein Samstag) daher nicht ein Sonntag, sondern als 365. Tag des Jahres der so genannte Welttag, der keinem Monat und keiner Woche zugeordnet wird (→Epagomene). In Schaltjahren wird ein zusätzlicher Tag nach dem 30. Juni eingefügt, der ebenfalls außerhalb des Monats- und Wochenzyklus liegt.
Der Weltkalender stimmt in der Zeit vom 1. September bis zum 28. Februar mit dem Gregorianischen Kalender weitgehend überein.
| Januar | Januar | Januar | Januar | Januar | Januar | Januar |
| So     | Mo     | Di     | Mi     | Do     | Fr     | Sa     |
| ------ | ------ | ------ | ------ | ------ | ------ | ------ |
| 1      | 2      | 3      | 4      | 5      | 6      | 7      |
| 8      | 9      | 10     | 11     | 12     | 13     | 14     |
| 15     | 16     | 17     | 18     | 19     | 20     | 21     |
| 22     | 23     | 24     | 25     | 26     | 27     | 28     |
| 29     | 30     | 31     |        |        |        |        |

| Februar | Februar | Februar | Februar | Februar | Februar | Februar |
| So      | Mo      | Di      | Mi      | Do      | Fr      | Sa      |
| ------- | ------- | ------- | ------- | ------- | ------- | ------- |
|         |         |         | 1       | 2       | 3       | 4       |
| 5       | 6       | 7       | 8       | 9       | 10      | 11      |
| 12      | 13      | 14      | 15      | 16      | 17      | 18      |
| 19      | 20      | 21      | 22      | 23      | 24      | 25      |
| 26      | 27      | 28      | 29      | 30      |         |         |

| März | März | März | März | März | März | März |
| So   | Mo   | Di   | Mi   | Do   | Fr   | Sa   |
| ---- | ---- | ---- | ---- | ---- | ---- | ---- |
|      |      |      |      |      | 1    | 2    |
| 3    | 4    | 5    | 6    | 7    | 8    | 9    |
| 10   | 11   | 12   | 13   | 14   | 15   | 16   |
| 17   | 18   | 19   | 20   | 21   | 22   | 23   |
| 24   | 25   | 26   | 27   | 28   | 29   | 30   |

| April | April | April | April | April | April | April |
| So    | Mo    | Di    | Mi    | Do    | Fr    | Sa    |
| ----- | ----- | ----- | ----- | ----- | ----- | ----- |
| 1     | 2     | 3     | 4     | 5     | 6     | 7     |
| 8     | 9     | 10    | 11    | 12    | 13    | 14    |
| 15    | 16    | 17    | 18    | 19    | 20    | 21    |
| 22    | 23    | 24    | 25    | 26    | 27    | 28    |
| 29    | 30    | 31    |       |       |       |       |

| Mai | Mai | Mai | Mai | Mai | Mai | Mai |
| So  | Mo  | Di  | Mi  | Do  | Fr  | Sa  |
| --- | --- | --- | --- | --- | --- | --- |
|     |     |     | 1   | 2   | 3   | 4   |
| 5   | 6   | 7   | 8   | 9   | 10  | 11  |
| 12  | 13  | 14  | 15  | 16  | 17  | 18  |
| 19  | 20  | 21  | 22  | 23  | 24  | 25  |
| 26  | 27  | 28  | 29  | 30  |     |     |

| Juni | Juni | Juni | Juni | Juni | Juni | Juni |
| So   | Mo   | Di   | Mi   | Do   | Fr   | Sa   |
| ---- | ---- | ---- | ---- | ---- | ---- | ---- |
|      |      |      |      |      | 1    | 2    |
| 3    | 4    | 5    | 6    | 7    | 8    | 9    |
| 10   | 11   | 12   | 13   | 14   | 15   | 16   |
| 17   | 18   | 19   | 20   | 21   | 22   | 23   |
| 24   | 25   | 26   | 27   | 28   | 29   | 30   |

| Schalttag | Schalttag | Schalttag | Schalttag | Schalttag | Schalttag | Schalttag |
| --------- | --------- | --------- | --------- | --------- | --------- | --------- |

| Juli | Juli | Juli | Juli | Juli | Juli | Juli |
| So   | Mo   | Di   | Mi   | Do   | Fr   | Sa   |
| ---- | ---- | ---- | ---- | ---- | ---- | ---- |
| 1    | 2    | 3    | 4    | 5    | 6    | 7    |
| 8    | 9    | 10   | 11   | 12   | 13   | 14   |
| 15   | 16   | 17   | 18   | 19   | 20   | 21   |
| 22   | 23   | 24   | 25   | 26   | 27   | 28   |
| 29   | 30   | 31   |      |      |      |      |

| August | August | August | August | August | August | August |
| So     | Mo     | Di     | Mi     | Do     | Fr     | Sa     |
| ------ | ------ | ------ | ------ | ------ | ------ | ------ |
|        |        |        | 1      | 2      | 3      | 4      |
| 5      | 6      | 7      | 8      | 9      | 10     | 11     |
| 12     | 13     | 14     | 15     | 16     | 17     | 18     |
| 19     | 20     | 21     | 22     | 23     | 24     | 25     |
| 26     | 27     | 28     | 29     | 30     |        |        |

| September | September | September | September | September | September | September |
| So        | Mo        | Di        | Mi        | Do        | Fr        | Sa        |
| --------- | --------- | --------- | --------- | --------- | --------- | --------- |
|           |           |           |           |           | 1         | 2         |
| 3         | 4         | 5         | 6         | 7         | 8         | 9         |
| 10        | 11        | 12        | 13        | 14        | 15        | 16        |
| 17        | 18        | 19        | 20        | 21        | 22        | 23        |
| 24        | 25        | 26        | 27        | 28        | 29        | 30        |

| Oktober | Oktober | Oktober | Oktober | Oktober | Oktober | Oktober |
| So      | Mo      | Di      | Mi      | Do      | Fr      | Sa      |
| ------- | ------- | ------- | ------- | ------- | ------- | ------- |
| 1       | 2       | 3       | 4       | 5       | 6       | 7       |
| 8       | 9       | 10      | 11      | 12      | 13      | 14      |
| 15      | 16      | 17      | 18      | 19      | 20      | 21      |
| 22      | 23      | 24      | 25      | 26      | 27      | 28      |
| 29      | 30      | 31      |         |         |         |         |

| November | November | November | November | November | November | November |
| So       | Mo       | Di       | Mi       | Do       | Fr       | Sa       |
| -------- | -------- | -------- | -------- | -------- | -------- | -------- |
|          |          |          | 1        | 2        | 3        | 4        |
| 5        | 6        | 7        | 8        | 9        | 10       | 11       |
| 12       | 13       | 14       | 15       | 16       | 17       | 18       |
| 19       | 20       | 21       | 22       | 23       | 24       | 25       |
| 26       | 27       | 28       | 29       | 30       |          |          |

| Dezember | Dezember | Dezember | Dezember | Dezember | Dezember | Dezember |
| So       | Mo       | Di       | Mi       | Do       | Fr       | Sa       |
| -------- | -------- | -------- | -------- | -------- | -------- | -------- |
|          |          |          |          |          | 1        | 2        |
| 3        | 4        | 5        | 6        | 7        | 8        | 9        |
| 10       | 11       | 12       | 13       | 14       | 15       | 16       |
| 17       | 18       | 19       | 20       | 21       | 22       | 23       |
| 24       | 25       | 26       | 27       | 28       | 29       | 30       |

| Welttag | Welttag | Welttag | Welttag | Welttag | Welttag | Welttag |
| ------- | ------- | ------- | ------- | ------- | ------- | ------- |

## Vor- und Nachteile
Befürworter des Weltkalenders weisen auf seinen einfachen Aufbau hin. Das Jahr beginnt stets mit einem Sonntag, und auch jedem anderen Tagesdatum ist jedes Jahr immer wieder derselbe Wochentag zugeordnet. Die Quartale umfassen jeweils 91 Tage, passgenau für 13 Wochen. Da alle vier Quartale gleich lang sind und noch dazu die Monate innerhalb der Quartale jeweils übereinstimmend 31 Tage, 30 Tage und nochmals 30 Tage umfassen, wird der Vergleich von Quartalsstatistiken erheblich verbessert. Der Welttag am wochenfreien Silvestertag soll nach Auffassung der World Calendar Association ein Tag des erdweiten Innehaltens sein, der die Verbundenheit der Menschheit miteinander ausdrückt.
Kritiker bemängeln die traditionswidrige Unterbrechung der Wochenreihung. Auch der Umstand, dass in Schaltjahren in der Mitte des Kalenders auf Samstag, den 30. Juni kein Sonntag folgt, sondern zunächst der eingeschobene Schalttag, noch dazu ohne Wochenzugehörigkeit, sei ein Bruch mit der jahrtausendealten Tradition der ausnahmslosen Siebentagewoche, die seit ihrer Einführung durch die Babylonier alle Kalenderreformen überstanden habe und Bestandteil solch unterschiedlicher Kalendersysteme wie des Jüdischen Kalenders, des Christlichen Kalenders und des Muslimischen Kalenders geworden sei. Außerdem erschwere der Weltkalender die Integration vieler kirchlicher Feste, die an astronomische Ereignisse gebunden sind (z. B. Ostern). Die Akzeptanz des Weltkalenders werde dadurch erschwert, dass drei Tagesdaten gestrichen werden: 31. März, 31. Mai und der 31. August. Dies sind aber nur ein zehntel der Tagesdaten, die beim Internationalen Ewigen Kalender weggefallen wären, welcher unter anderem auch deshalb ein Nachsehen gegenüber dem Weltkalender hatte (vor allem aber wegen der schwierig zu teilenden 13 Monate).
Auch Auguste Comte übernahm bei der Entwicklung seines Positivisten-Kalenders Mastrofinis Idee der Unterbrechung des Wochenzyklus durch einen eingefügten Sondertag.

## Varianten
In einer 1998 von Josef Suran vorgestellten Variante des Weltkalenders wird anstelle des Schalt- und des Welttages eine Schaltwoche zwischen Juni und Juli eingefügt. Diese trägt den Namen Tychon, da sie außerhalb des Monatsrhythmus steht. Somit hätte man ein Gemeinjahr von 52 und ein Schaltjahr von 53 Wochen. Da der geltende Wochenkalender dies bereits vorsieht, könnte man diese Variante des Weltkalenders also bereits verwenden. Hierzu müsste man die ersten sieben Tage mit der ersten Kalenderwoche gleichsetzen.
Eine weitere Variante ist der Common-Civil-Calendar. Anders als im Weltkalender hat hier immer der letzte Monat eines Quartals 31 Tage. Außerdem verwendet er ebenfalls eine Schaltwoche anstelle der Zusatztage. Diese liegt auch in der Mitte des Jahres, trägt hier aber den Namen „Newton“.